# Kurt Wintgens
Kurt Wintgens, né le 1er août 1894 à Neustadt-en-Haute-Silésie en Empire allemand et tué en combat aérien le 25 septembre 1916 dans l'Est de la Somme, est un as de l'aviation allemande de la Première Guerre mondiale.

## Biographie
Né dans une petite ville de l’Empire allemand aujourd’hui située dans le Sud de la Pologne, Wintgens étudie dans une école militaire puis part en 1914 comme officier dans une unité de télégraphistes, dans laquelle il obtient ensuite la Croix de fer.
Transféré dans l'aviation comme observateur fin 1914, il devient ensuite pilote de chasse en janvier 1915. Affecté à l'escadrille Fl.67, il vole sur le nouveau monoplace monoplan Fokker E.I, pourvu d'une mitrailleuse axiale synchronisée, qu'il a contribué à mettre au point en étant pilote d'essai. Il est, le 1er juillet 1915, le premier pilote de guerre à abattre un adversaire avec ce nouveau système d'arme : l'avion abattu était un Morane-Saulnier Type L.
Le 4 mai 1916, il est le quatrième pilote allemand à être décoré du prestigieux ordre « Pour le Mérite ».
Le Leutnant Wintgens enregistre au total 18 victoires aériennes homologuées à bord de différents modèles de chasseurs Fokker.
Le 25 septembre 1916 pendant la bataille de la Somme, près de Villers-Carbonnel, il est tué en combat aérien par l'as français Alfred Heurtaux.